# Tomba Bertazzoni
Die Tomba Bertazzoni (Bertazzoni-Grab) auch Tomba 2327 (Grab 2327) ist ein ausgemaltes etruskisches Kammergrab mit Satteldach, das an den Beginn des vierten Jahrhunderts v. Chr. datiert. Das Grab wurde im Jahr 1960 entdeckt und befindet sich in der Monterozzi-Nekropole bei Tarquinia.
Das Grab besteht aus einer Kammer, an deren drei Wänden sich Nischen für die Aufnahmen der Leichen befinden. Nur die Eingangswand hat keine Nische. Die schlecht erhaltenen Wandmalereien befinden sich in und um die Nischen, wobei die Nischen wie eine dorische Tür gerahmt sind. Deren Decken zeigen ein Schachbrettmuster. Die wenigen weiteren Reste von Wandmalereien zeigen stilisierte Bäume, Bankettszenen, Musikanten und Tänzer.